# CFE CFE738
Il CFE738 è un motore turbofan prodotto dalla CFE Company per il mercato dei business jet ed utilizzato sul Dassault Falcon 2000.

## Storia

### Sviluppo
Lo sviluppo del motore iniziò nel luglio del 1987 con la costituzione della società CFE nata da una joint venture tra la General Electric Aviation e la divisione motori Garrett AiResearch della Allied Signal/Honeywell.
Il motore venne progettato sulla base del generatore di gas del turboalbero GE27/GLC38 prodotto dalla General Electric negli anni ottanta. La Allied Signal/Honeywell sviluppò invece il fan, la turbina di bassa pressione e la scatola ingranaggi per gli accessori motore.
Nel 1991 venne provato per la prima volta in volo e, nel 1993, fu certificato dalla FAA.

### Tecnica
Il CFE738 è costituito da una ventola di 28 pale in titanio mossa da tre stadi di turbina di bassa pressione, da un compressore assiale a cinque stadi accoppiati ad un compressore centrifugo mossi da due stadi di turbina di alta pressione con le palette raffreddate internamente da aria spillata dal compressore.
La camera di combustione è di tipo anulare con 15 iniettori di combustibile.
Il motore è gestito da un doppio sistema FADEC.

## Velivoli utilizzatori
Francia
- Dassault Falcon 2000